# Landesanstalt für Kommunikation Baden-Württemberg
Die Landesanstalt für Kommunikation Baden-Württemberg (LFK) ist eine der 14 Landesmedienanstalten. Hauptaufgabe der staatsfernen Behörde mit Sitz in Stuttgart ist die Genehmigung und Kontrolle privater Hörfunk- und Fernsehprogramme und von Mediendiensten. Daneben beaufsichtigt die LFK Jugendschutz, Werbung und Anbieterkennzeichnung auch im Internet.

## Organisation
Geführt wird die LFK von einem Präsidenten (zurzeit (2018) Wolfgang Kreißig). Gremien der LFK sind der Vorstand und der Medienrat. Der Medienrat setzt sich aus Vertretern der gesellschaftlich relevanten Gruppen zusammen. In § 41 Abs. 1 des baden-württembergischen Landesmediengesetzes ist geregelt, welche 29 Organisationen Vertreter in den Medienrat entsenden.
In den Bereichen Medienforschung und Medienpädagogik arbeitet die LFK bei einer Reihe von Projekten mit der Medienanstalt Rheinland-Pfalz und dem Südwestrundfunk (SWR) zusammen. Alle drei Anstalten sind Träger der Stiftung Medienkompetenz-Forum Südwest (MKFS). Der Medienpädagogische Forschungsverbund Südwest (MPFS) ist eine Kooperation von LFK und LMK und gibt unter anderem die JIM-, KIM- und FIM-Studien zum Medienverhalten von Jugendlichen, Kindern und Familien heraus. Außerdem ist die LFK im Aufsichtsrat der Medien- und Filmgesellschaft Baden-Württemberg und der Popakademie Baden-Württemberg vertreten. Darüber hinaus ist die Landesanstalt seit 2006 Mitglied der Clearingstelle Neue Medien für den ländlichen Raum und fungiert hier als Kompetenzcenter für den Breitbandausbau.

## LFK-Medienpreis
Seit 1991 werden Hörfunk- und Fernsehbeiträge aus Baden-Württemberg prämiert, die sich neben ihrer journalistischen Qualität durch eine besondere Kreativität und Originalität sowie eine zielgruppengerechte Ansprache auszeichnen.

## Liste der von der LFK lizenzierten Hörfunksender

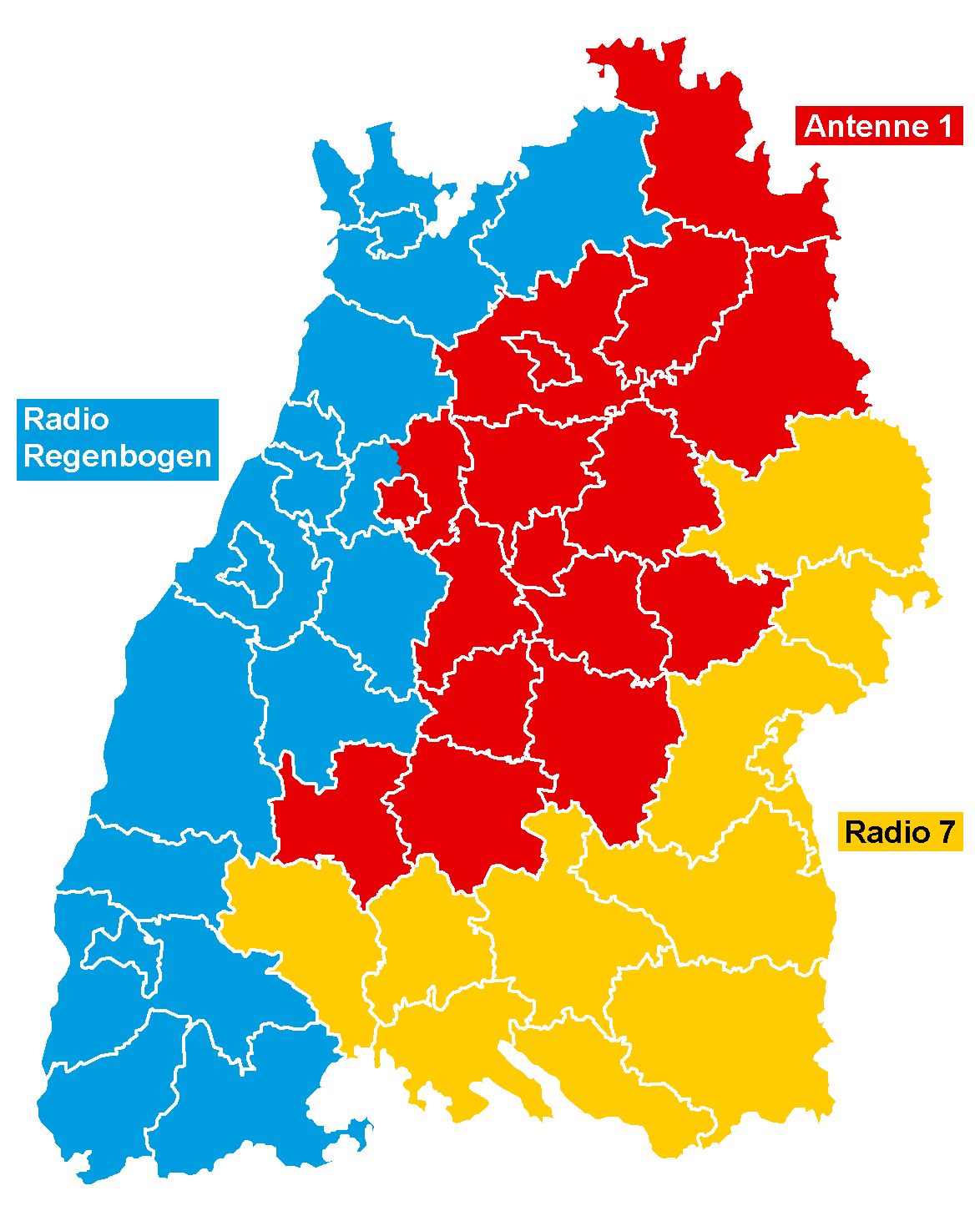
Sendegebiete der drei Bereichssender in Baden-Württemberg (seit 2003)

### Landessender/Bereichssender
- Big FM, Stuttgart (überregionales Jugendradio, UKW)
- Hitradio Antenne 1, Stuttgart (Bereichsender 2 Württemberg Mitte/Nord, UKW)
- Radio 7, Ulm (Bereichssender 3 Württemberg Südost, UKW)
- Radio Regenbogen, Mannheim (Bereichssender 1 Baden, UKW)

### Lokalsender
- Antenne 1 Neckarburg Rock & Pop, Rottweil (Lokalsender 6 Schwarzwald-Baar-Heuberg, UKW)
- baden.fm, Freiburg im Breisgau (Lokalsender 4 Freiburg, UKW)
- Das Neue Radio Seefunk, Konstanz (Lokalsender 5 Hochrhein/Bodensee/Oberschwaben, UKW)
- Die Neue 107.7, Stuttgart (Lokalsender 12 Stuttgart/Esslingen/Göppingen, UKW)
- Die neue Welle, Karlsruhe (Lokalsender 2 Karlsruhe, UKW)
- Donau 3 FM, Ulm (Lokalsender 8 Donau-Iller, UKW)
- Energy Stuttgart, Waiblingen (Lokalsender 11 Böblingen/Calw/Freudenstadt, Lokalsender 13 Rems-Murr/Ludwigsburg, UKW)
- Hitradio Ohr, Offenburg (Lokalsender 3 Ortenau, UKW)
- Neckaralb Live (Lokalsender 7 Neckar-Alb, UKW)
- Radio Ton, Heilbronn (Lokalsender 9 Ostalb, Lokalsender 10 Heilbronn/Franken, UKW)
- Rock FM, Mannheim (Lokalsender 1 Mannheim/Heidelberg, UKW)

### Nicht-kommerzieller Hörfunk
- Bermudafunk, Mannheim (UKW)
- Freies Radio für Stuttgart, Stuttgart (UKW)
- Freies Radio Freudenstadt, Freudenstadt (UKW)
- Helle Welle/Wüste Welle, Tübingen (UKW)
- Freies Radio Wiesental, Schopfheim (UKW)
- Querfunk, Karlsruhe (UKW)
- radioaktiv, Mannheim (UKW)
- Radio Dreyeckland, Freiburg im Breisgau (UKW)
- Radio free FM, Ulm (UKW)
- Radio StHörfunk, Schwäbisch Hall (UKW)

### Lernradios
- echo-fm 88,4/PH 88,4, Freiburg im Breisgau (UKW)
- LernRadio, Karlsruhe (UKW)
- Uniwelle Tübingen, Tübingen (UKW)
- Hochschulradio Stuttgart (horads), Stuttgart (UKW)

### Weitere Zulassungen Non-Must-Carry
- 89 Hit FM, München (Satellit, Internet, Kabel, IPTV)
- Antenne 50Plus, Nürnberg (Satellit, Internet, Kabel, IPTV)
- BigBuddy, Stuttgart (Schwesterprogramm von Big FM)
- BigFM2See, Stuttgart (Schwesterprogramm von Big FM)
- Comedy FM, Ludwigsburg
- Die Neue 107.7, Stuttgart (UKW, Kabel, Internet)
- AlternativeFM, Karlsruhe (Satellit, Kabel, Internet), (Schwesterprogramm Die neue Welle)
- Hitradio MS One, Neusäß (Kabel, Internet)
- MSOne Schlager Radio, Neusäß (Internet)
- Kaufradio, Berlin (Internet)
- McDonald’s-Radio, Bexbach (Internet)
- Radio Aktiv-FM, München (Satellit, Internet, Kabel, IPTV)
- Radio 30Plus, Everswinkel (Kabel, Internet)
- Radio Mundus, Hannover (Internet)
- Regenbogen Gold, Mannheim (Internet)
- Regiocast Digital, Mannheim (es handelt sich um eine Zulassung für Regiocast)
- Schwarzwaldradio, Offenburg (UKW, Kabel, Internet)
- Sunshine Live, Mannheim (UKW in Stuttgart, DAB+, Kabel, Internet)
- teutoRadio, Bad Oeynhausen (Internet, Kabel)

## Liste der von der LFK lizenzierten Fernsehsender

### Sender mit Einspeisepflicht in regionale Kabelnetze („Must-Carry“)
- L-TV, Ludwigsburg
- Baden TV, Karlsruhe
- Baden TV Süd, Freiburg
- Regio TV Stuttgart, Stuttgart
- Regio TV Bodensee, Friedrichshafen
- Regio TV Schwaben, Ulm
- RNF Life, Mannheim
- RNFplus, Mannheim

### Sender ohne Einspeisepflicht
- Anixe HD, Mannheim
- BW Family.tv, Karlsruhe
- Klarner Medien, Eningen unter Achalm
- Mediendienst Waghäusel, Waghäusel
- RTF.1, Reutlingen

## Medien- und Kooperationsprojekte der LFK
- Handysektor (Informationsportal für Jugendliche zur sicheren und kompetenten Nutzung von Smartphones, Tablets und Apps)
- Internet-ABC
- Medianezz
- Trick & Klick
- Ohrspitzer
- Medienpädagogischer Forschungsverbund Südwest (mpfs)
- Mediendaten Südwest
- MedienKompetenz Forum Südwest (MKFS)